# Veronica aragonensis
Veronica aragonensis là một loài thực vật có hoa trong họ Mã đề. Loài này được Stroh miêu tả khoa học đầu tiên năm 1942.